# Marija Obrenović

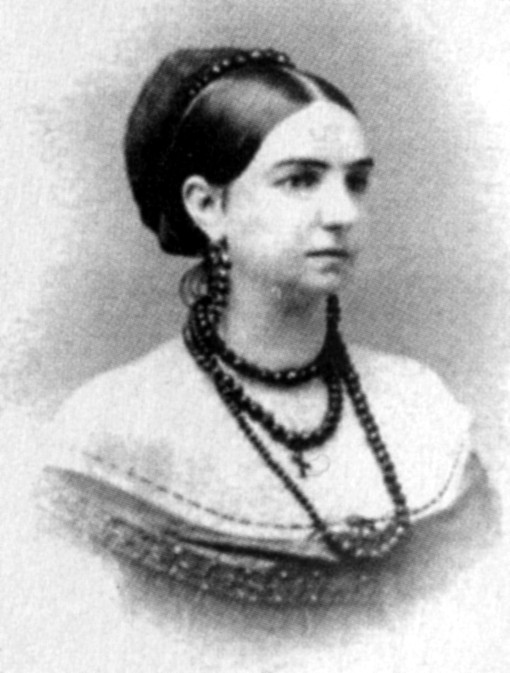
Marija Obrenović

Elena Maria Catargiu-Obrenović (in serbo Елена Марија Катарџи-Обреновић?; Iași, 1831 – Dresda, 16 luglio 1876) nota in Serbia come Marija Obrenović, era una boiara rumena. Fu la madre di Re Milan I di Serbia e l'amante di Alexandru Ioan Cuza.

## Biografia
Nata Elena Maria Catargiu, un membro della famiglia Catargiu, sposò Miloš Obrenović. Suo marito era un nipote dei Miloš Obrenović I, Principe di Serbia (il fondatore del Casato di Obrenović) e cugino di Mihailo Obrenović III (1823–1868), Principe di Serbia (1839–1842 e 1860–1868). Il loro figlio, Milan Obrenović (1854–1901), diventò Principe di Serbia (1868–1882) e poi Re di Serbia (1882–1889) come Milan I.
Nel corso della vita, fu l'amante di Alexandru Ioan Cuza, Domnitor del Principato di Romania. Marija Obrenović ebbe due figli maschi da Cuza: Alexandru Al. Ioan Cuza e Dimitrie Cuza. La moglie di Cuza, Elena Rosetti, che era senza figli, allevò i due illegittimi del marito come propri. Dimitrie si suicidò nel 1888, e Alexandru morì l'anno successivo.

## Figli
Da suo marito, Miloš Obrenović:
- Milan I di Serbia (22 agosto 1854 - 11 febbraio 1901)

Da Alexandru Ioan Cuza:
- Alexandru Al. Ioan Cuza (nato tra il 1862 ed il 1864, morto nel 1889)
- Dimitrie Cuza (1865–1888)